# Mécanisme de développement propre
Pour les articles homonymes, voir MDP.

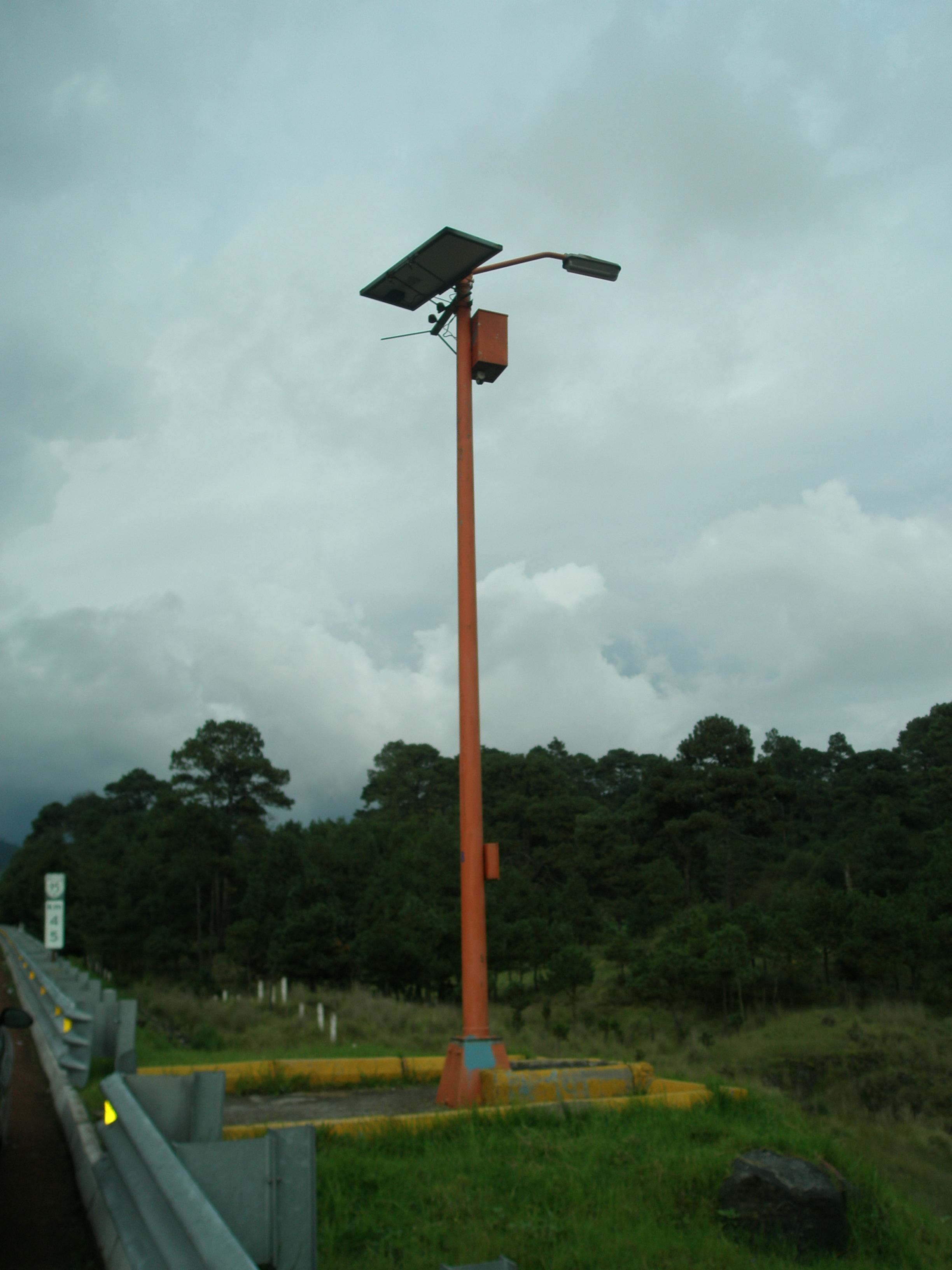
Lampadaire équipé d'un panneau solaire à cellule photovoltaïques. Carretera de Sol. México

Le mécanisme de développement propre (MDP) est un mécanisme de financement de projets de réduction d'émissions de gaz à effet de serre dans le cadre du protocole de Kyoto selon le principe de la compensation carbone. 

## Définition et objectifs
Le mécanisme de développement propre (MDP) permet à des entreprises issues de pays ayant souscrit à des engagements chiffrés de réduction des émissions de gaz à effet de serre au titre du Protocole de Kyoto de réaliser et/ou de co-financer des projets de réduction des émissions dans des pays sans engagement chiffré (pays en développement, économies émergentes) et de se voir délivrer en contrepartie des crédits carbone, appelés unités de réduction certifiée des émissions (en) (URCE ou CER en anglais), garantis par l'ONU. Le montant des URCE accordées à l’investisseur correspond aux émissions évitées grâce à la mise en œuvre du projet par rapport à un scénario de référence sans projet.
C'est un mécanisme de compensation carbone qui permet aux entreprises de ne pas dépasser les quotas carbone qui leur ont été alloués quand il ne leur est pas possible de réduire leurs propres émissions ou qu'il est plus économique de procéder à une réduction équivalente ailleurs. Il s'appuie sur le fait que le CO2 se mélange dans l'atmosphère et contribue à l'effet de serre quel que soit l'endroit où il a été émis.

## Négociations
La France tout comme le Royaume-Uni souhaitaient que l’énergie nucléaire fasse partie des technologies considérées comme propres. Néanmoins leur position était minoritaire au sein de l’Union européenne. Les contre-arguments liés à la sûreté, au stockage des déchets radioactifs et à la prolifération des armements nucléaires poussés par des pays comme l’Allemagne, bloquaient son inclusion dans le mécanisme. 
Lors d’une négociation à Bruxelles en 2000, Dominique Voynet, ministre de l’Aménagement du territoire et de l’Environnement, désobéit à son mandat et rapporte de manière erronée la position anglaise pour arriver à ses fins. Dans le cadre de la crise énergétique mondiale de 2021-2023 une séquence incomplète tirée d’un documentaire est diffusée sur les réseaux sociaux et lui valent « des tombereaux d’insultes, des critiques, et parfois des menaces de morts. » Selon le documentaire, Dominique Voynet « a manipulé son gouvernement ». Interrogée sur ce point, Dominique Voynet assume avoir, en tant qu’antinucléaire, favorisé cette clause antinucléaire et que cette position était élaborée conjointement avec le ministère des affaires étrangères. Selon Libération, l’inclusion du nucléaire dans le MDP aurait toutefois été impossible étant donné le rapport de force en 2000 amenant le journal à douter de la réelle influence qu'aurait eu Dominique Voynet sur ces négociations. Selon Jean-Charles Hourcade, présent dans la délégation française, les montants alloués par ces fonds étant beaucoup trop faibles pour influer sur les besoins de financement du secteur, le rôle que le mécanisme de développement propre aurait pu joué sur le développement du nucléaire n'aurait pu être que marginal et la question de son inclusion ne revêtait qu'un enjeu symbolique.

## Mécanisme
C'est un mécanisme de marché qui n'accorde pas d'importance à la source d'émission mais vise à récompenser financièrement toute instauration de technologies réduisant ces émissions dans les pays en voie de développement, en en monétarisant la valeur, qui devient alors négociable en unités d'équivalent d'une tonne de CO2. 
Une entreprise d'un pays développé investit pour une amélioration technologique dans un pays en voie de développement et rapatrie la valeur financière des réductions d'émissions de CO2 en résultant, ce qui lui permet de dégager des profits en spéculant sur ces valeurs. Il peut aussi polluer lui-même dans les proportions de ce que son investissement a évité (selon un dossier monté par l'entreprise et systématiquement validé par la Convention-cadre des Nations Unies sur les changements climatiques (CCNUCC).

## Critiques
L'efficacité de ce mécanisme pour la réduction globale des émissions est remise en cause par certains analystes, pour au moins deux raisons :
- Le mécanisme ne contraint pas les émissions ; l'entreprise ne cherche pas à limiter sa production de CO2 car elle dispose de mécanismes de compensation à coût relativement peu élevé (planter des arbres dans un pays en voie de développement où le foncier et la main-d’œuvre sont bon marché permet d'éviter le coût d'opportunité lié aux investissements propres) ;
- L'évaluation de ce qu'auraient été les émissions en l'absence du projet est contestable. Selon une enquête de l’Öko-Institut pour la Commission Européenne, 85 % des projets liés au mécanisme de développement propre qui ont été analysés, correspondant à 73 % des crédits carbone émis, avaient une faible probabilité que les réductions d'émissions soient additionnelles et qu'elles n'aient pas été surestimées. Inversement, seulement 2 % des projets, correspondant à 7 % des crédits émis, sont additionnels et n'ont pas été surestimés[4].